# Volksbadhuis (Alkmaar)
Het voormalig Volksbadhuis van de Nederlandse stad Alkmaar is een gemeentelijk monument in het centrum van de stad. Het pand, geopend in 1892, was het eerste gemeentelijke badhuis van Alkmaar. Tegelijkertijd met het badhuis werden in het Emmakwartier ook villa’s gebouwd die een eigen badkamer hadden. Om een bad in het badhuis te nemen moest ƒ 0,50 betaald worden.
Heden is het pand de oefenruimte van de Muziekvereniging Excelsior.

## Ontwerp
Het ontwerp is van de hand van de stadsbouwmeester G. Looman, hij heeft het badhuis ontworpen in de stijl van de neorenaissance. Het kruis boven de ingang is geen verwijzing naar een kerk, maar staat voor de organisatie die het badhuis heeft laten bouwen: het Witte Kruis, waar Looman bestuurslid van was.
In het badhuis waren twee klassen aangebracht, voor de eerste klasse waren er vier douches en twee kuipbaden. Voor de tweede klasse waren er vier douches. Omdat het badhuis van het Witte Kruis was, was er op de zolderverdieping een opslag van goederen voor ziekenverpleging. 

## Geschiedenis
In 1914 is het badhuis naar aanleiding van een brand heropgebouwd, bij de nieuwbouw verdwenen de kuipbaden en kwamen er alleen douches langs een middengang voor terug. Ook kwam er een wasplaats met wringer.
Vijf jaar later werd het badhuis uitgebreid aan de hand van ontwerpen door P. N. Leguit. Door deze uitbreidingen werd het aanvankelijk vrijstaande badhuis aangesloten bij omliggende panden, er kwamen zes extra douches bij.
In 1928 volgde er opnieuw een uitbreiding, ditmaal in de stijl van de Amsterdamse School. De architect was ditmaal D. Saal. In deze uitbouw bevonden zich een vestibule en een wachtkamer. Deze nieuwe vleugel vormt met het aangrenzende pand, de badmeesterswoning, een geheel. 